# Kleiner Siebersteinsteich

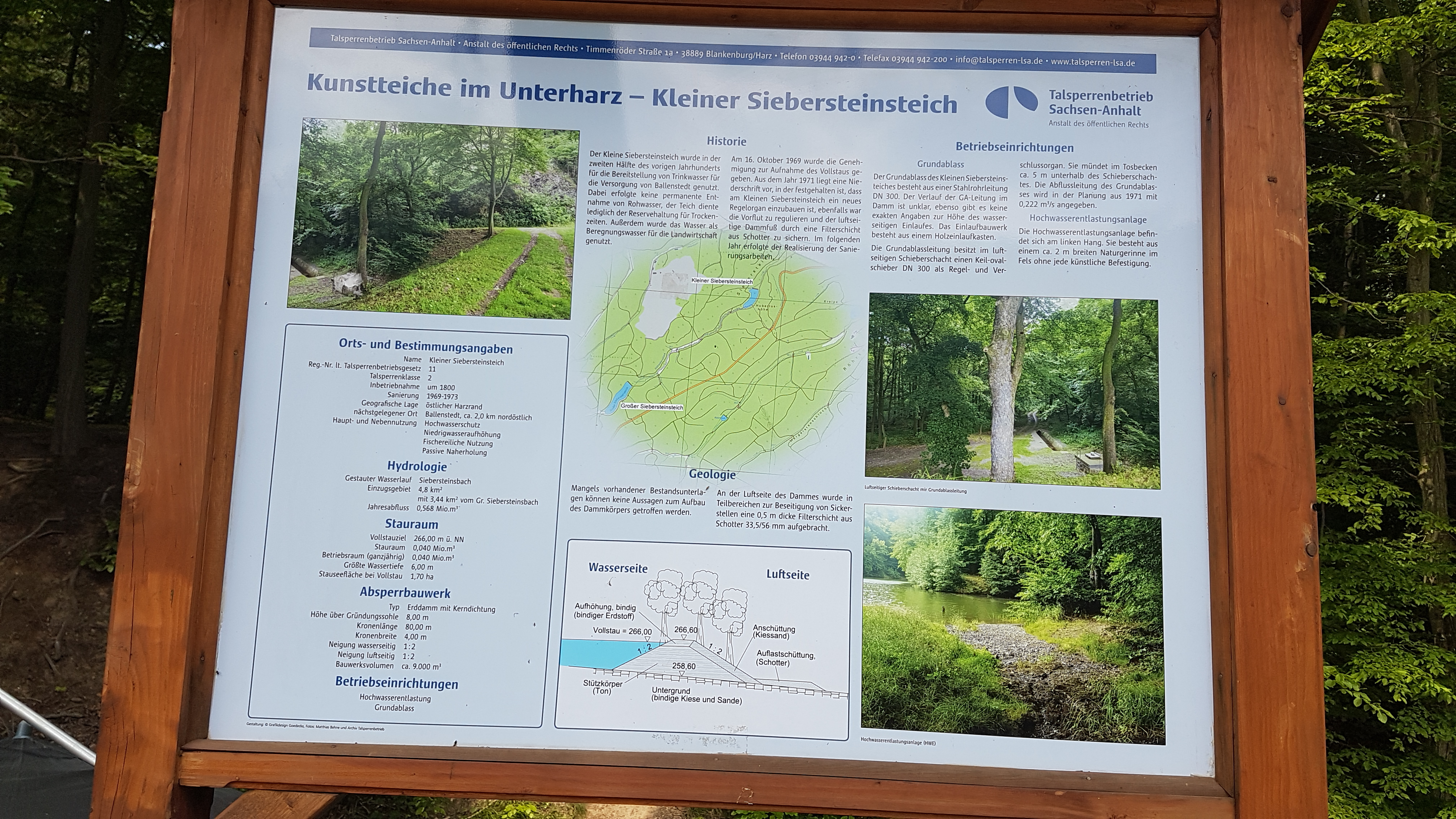
Infotafel Siebersteinsteich

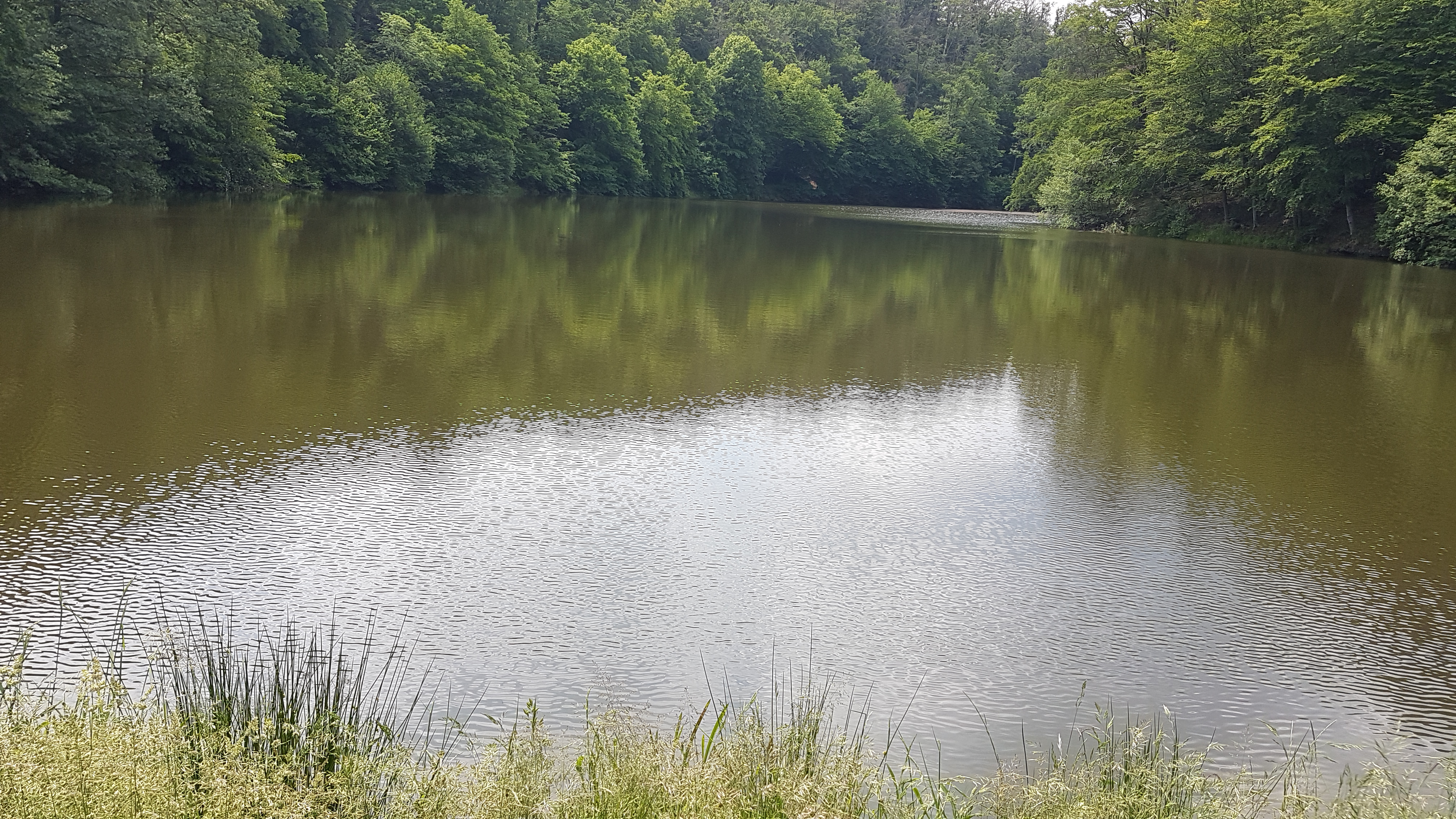
Blick auf den Teich

Der Kleine Siebersteinsteich oder Siebersteinteich ist ein seit um 1800 existierender und 1,8 ha großer Kunstteich im Harz. Er liegt nahe Rieder und Ballenstedt im sachsen-anhaltischen Landkreis Harz.
Der zum Talsperrenbetrieb Sachsen-Anhalt gehörende Teich dient der Fischerei, dem Hochwasserschutz, der passiven Naherholung und der Niedrigwasseraufhöhung.

## Geographische Lage
Der Kleine Siebersteinsteich liegt im Unterharz in bewaldetem Gebiet des Naturparks Harz/Sachsen-Anhalt. Er befindet sich etwa 3 km westlich des Ortskerns von Ballenstedt und 2,5 km südöstlich von jenem des Ballenstedter Ortsteils Rieder auf etwa 265 m ü. NHN. In dem Staubecken wird der Siebersteinsbach gestaut, dessen Wasser durch den Bicklingsbach zur Bode fließt. Etwa 1,8 km südwestlich liegt bachaufwärts der Große Siebersteinteich.

## Staudamm und -becken
Der Staudamm ist ein Erddamm mit Kerndichtung. Er wurde vermutlich um 1800 aufgeschüttet; eine Sanierung fand von 1969 bis 1973 statt. Der Damm ist 7,6 m hoch, an der Krone rund 80 m lang und etwa 4 m breit.
Das Staubecken ist 1,8 ha groß. Sein Speicherraum kann 46.000 m³ Wasser aufnehmen.

## Freizeit
Der Kleine Siebersteinsteich wird sowohl von Bewohnern der umliegenden Orte als auch von Touristen als Bademöglichkeit genutzt. Der Grund dafür liegt in dem flachen, sauberen Wasser, der abgeschiedenen Lage und der Aussicht auf die umliegenden Berge.